# Saturnia pyri
El pavón nocturno o gran pavón (Saturnia pyri) es una especie de lepidóptero ditrisio de la familia Saturniidae. Es la mariposa e insecto más grande de Europa, con entre 12 y 16 centímetros de envergadura. Es de distribución paleártica.

## Características
Presenta un dimorfismo sexual acusado; el macho tiene antenas con pelillos largos (como un peine); la hembra tiene abdomen más grande y redondeado. En el dorso tiene cuatro ocelos que se asemejan a los ojos de un búho. Asusta a sus depredadores simulando que es un búho, lo cual sirve para espantarlos.

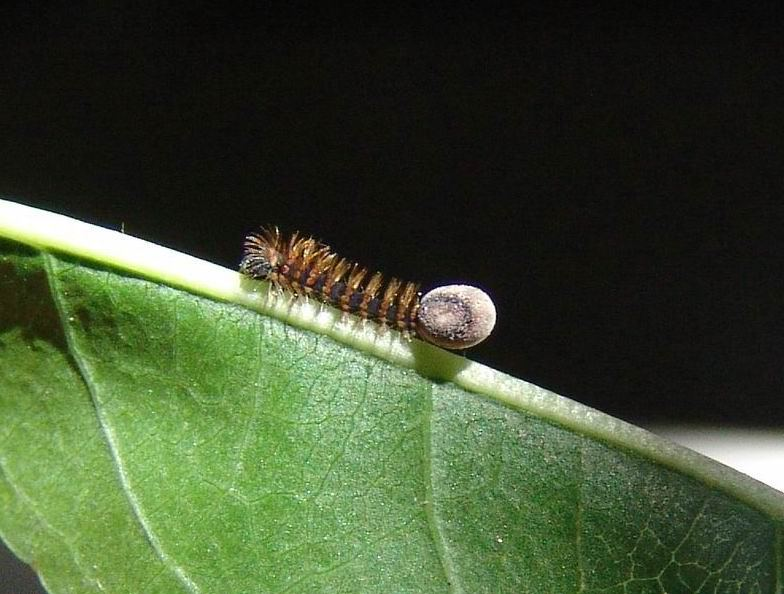
Eclosión, con el huevo todavía adherido, en una hoja de almendro
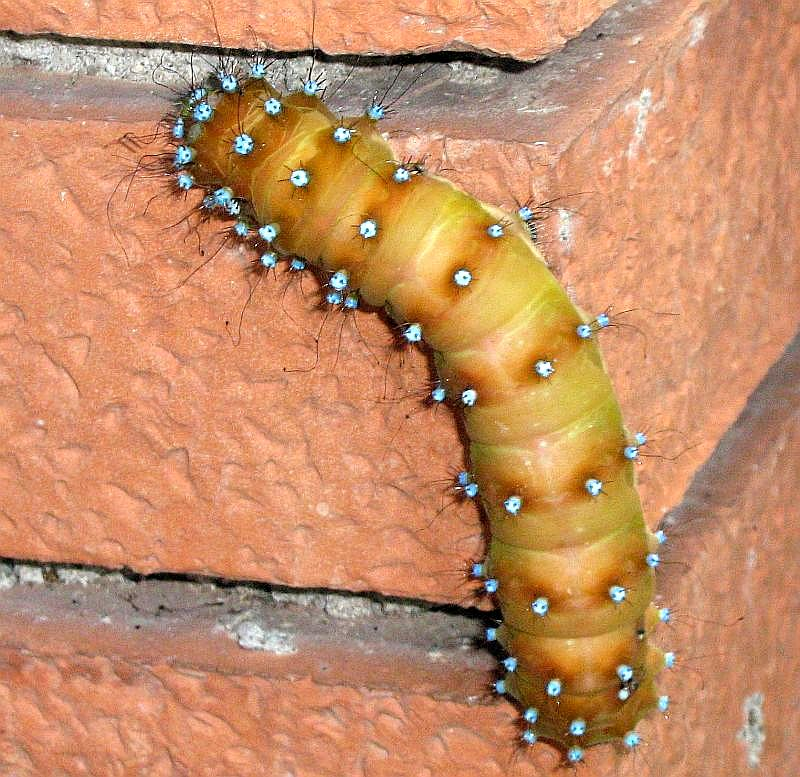
Oruga
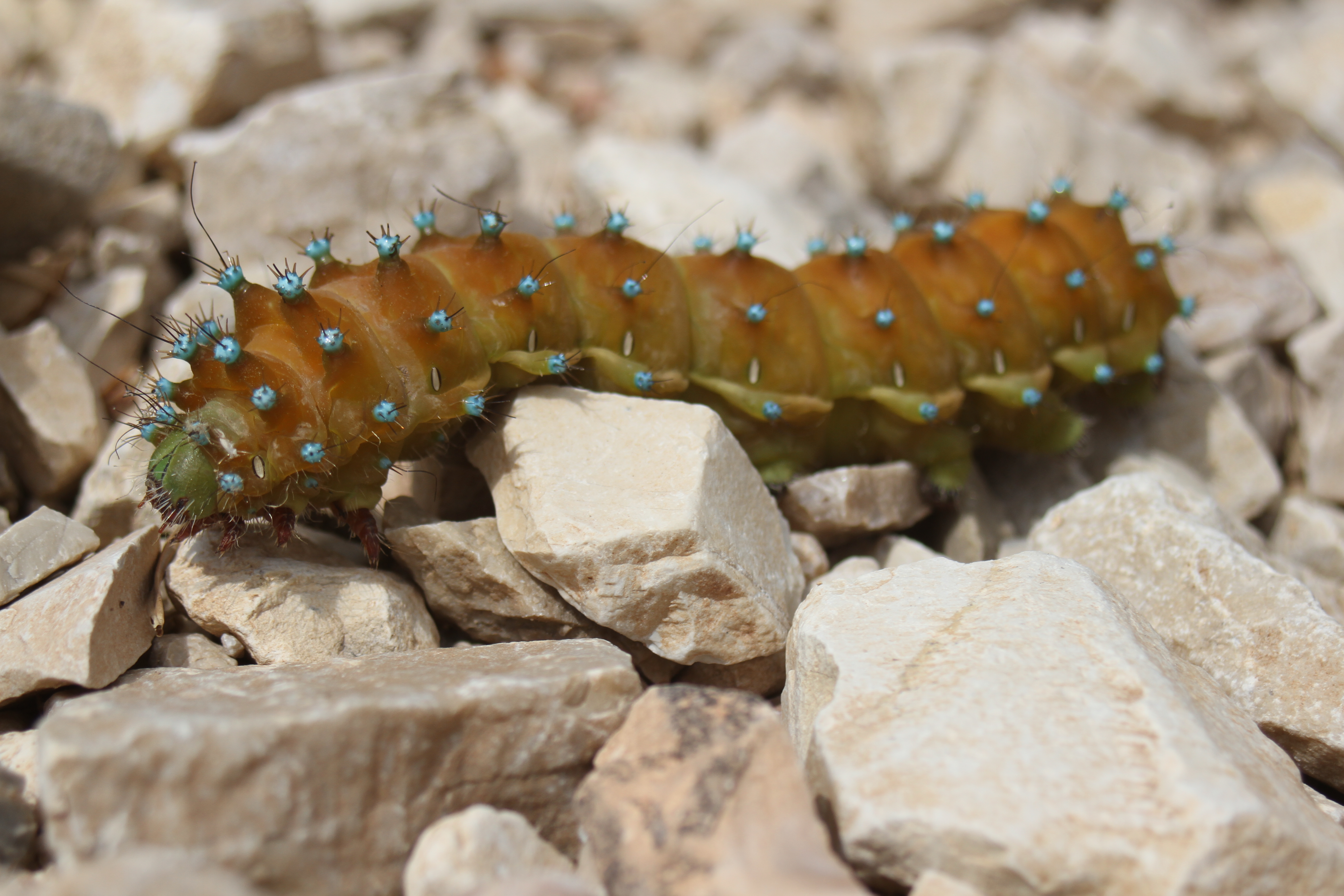
Oruga
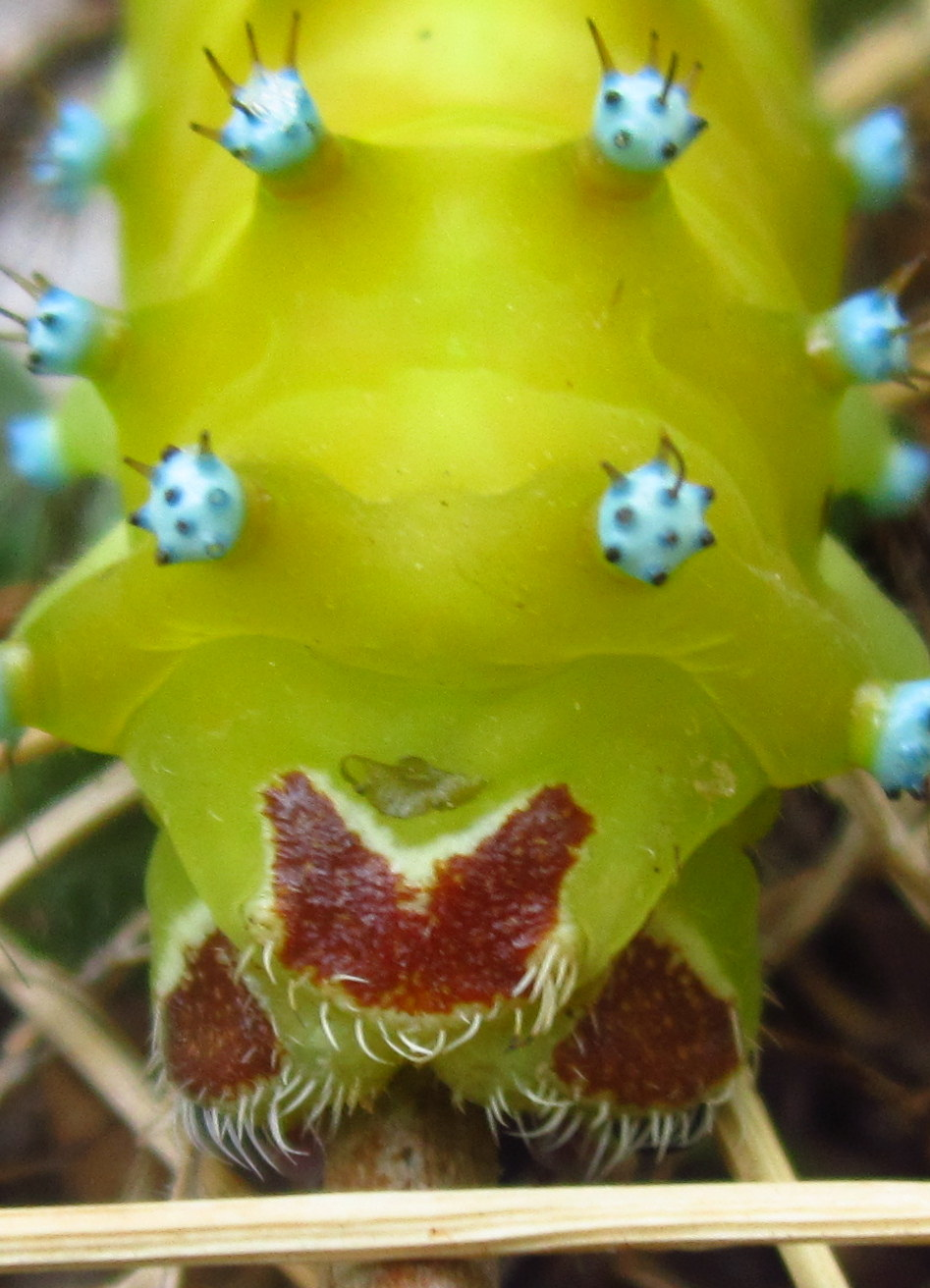
Oruga, alta resolución
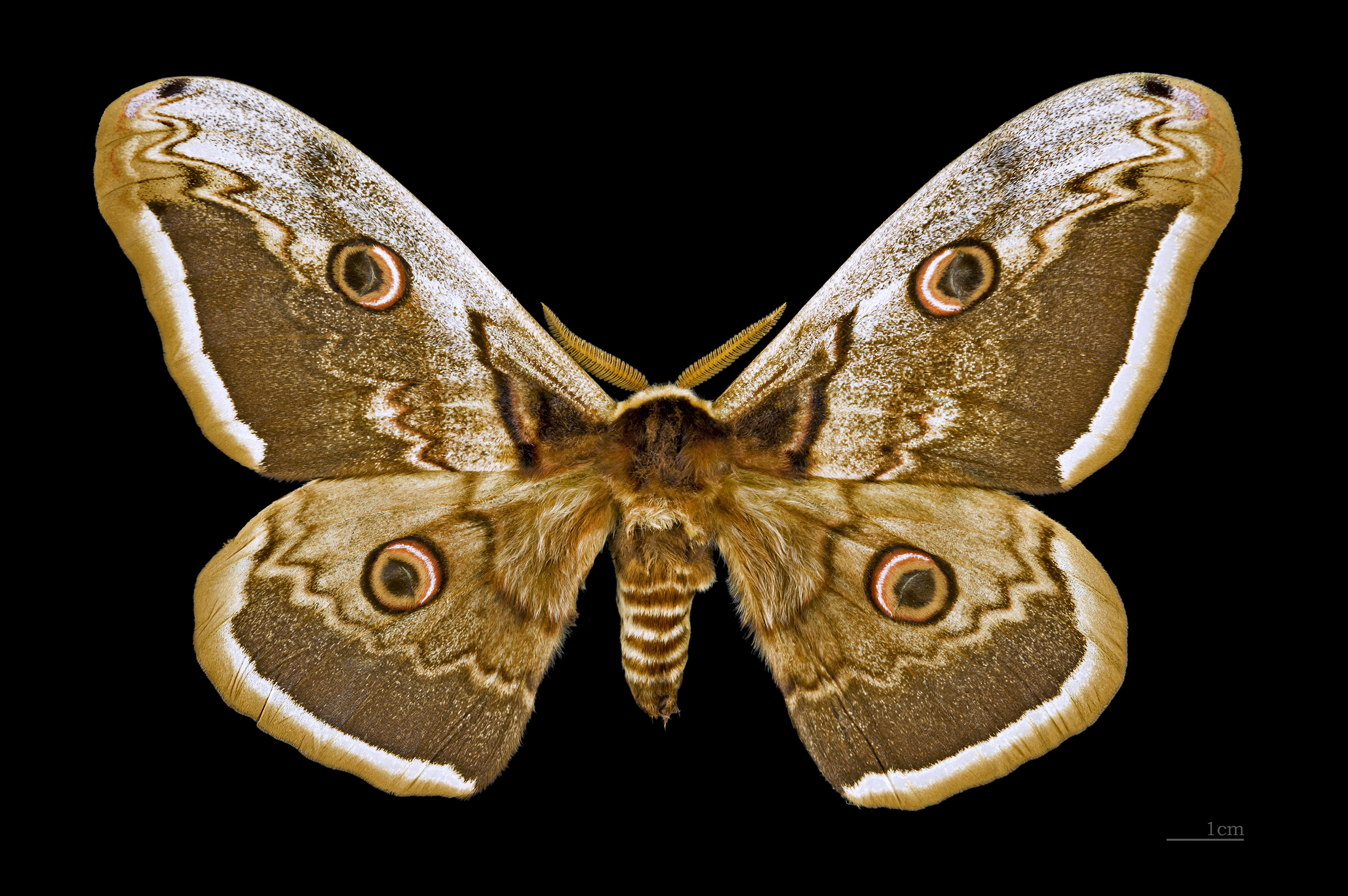
♂
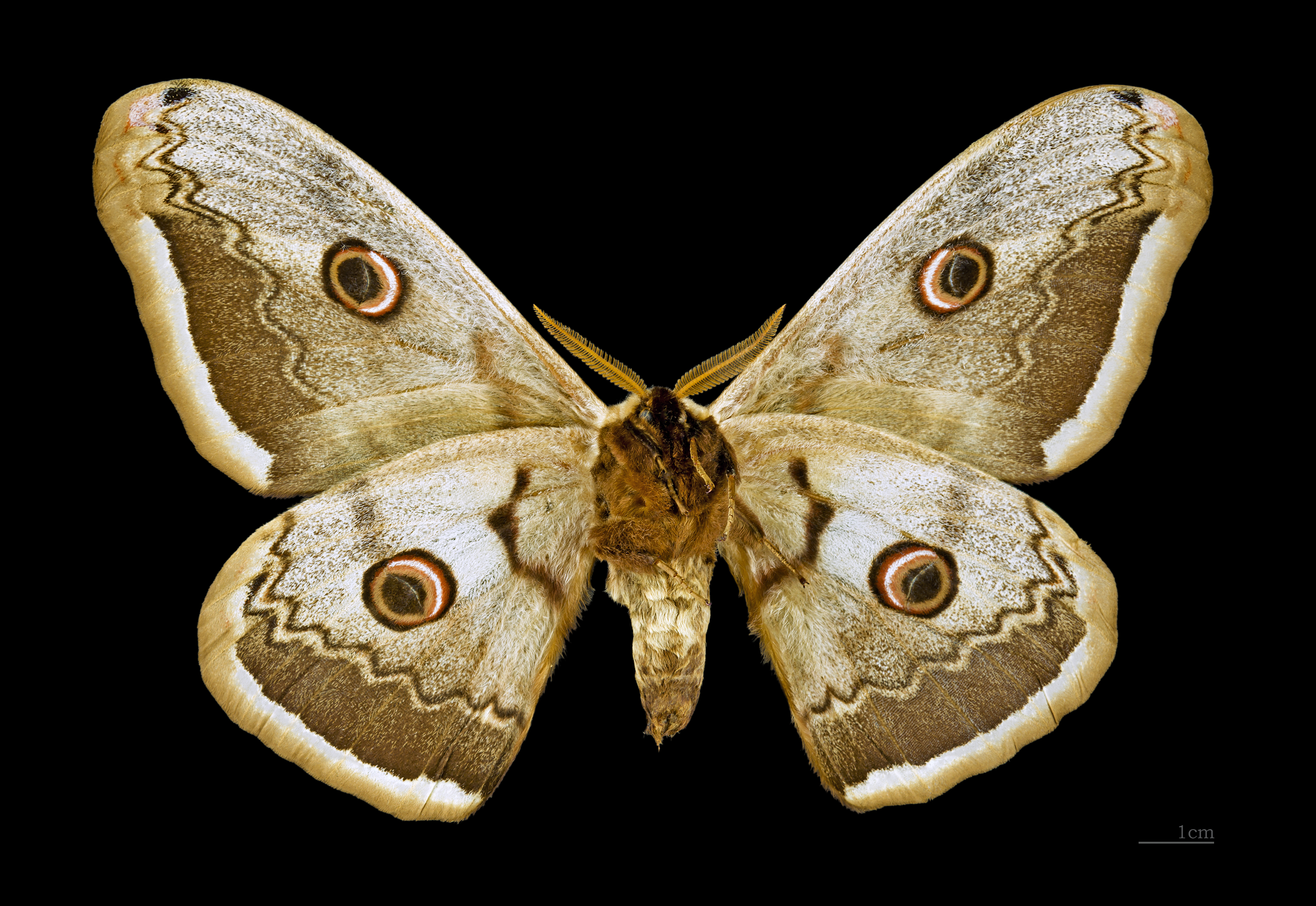
♂ △

## Historia natural
La hembra, en la fase de reproducción, emite feromonas que atraen a los machos hasta a 20 km de distancia.
Vuela durante la noche, en el crepúsculo y, muy de vez en cuando, puede observarse al macho volar a última hora de las tardes calurosas.
La mariposa adulta no se alimenta y llega a vivir una semana; toda la energía la obtuvo cuando era una oruga. La única función de la fase adulta es la reproducción.